# Leghe amatoriali altoatesine di hockey su ghiaccio
Con Leghe amatoriali altoatesine di hockey su ghiaccio si intendono una serie di tornei amatoriali di hockey su ghiaccio, ma affiliati alla FISG, che si sono svolti a partire dalla fine degli anni ottanta del XX secolo in provincia di Bolzano.
Si tratta, oltre che delle scomparse Prinoth Cup (che si è svolta dal 1989 al 2003) e Wipptal Cup (2005-2007) e del sospeso Pro Hockey Free Time Trophy (2002-2009), della CCM-Cup e della Puschtra Cup.

## Attive

### CCM-Cup

#### Storia
Dopo la scomparsa della Prinoth-Cup, è la CCM-Cup ad essere considerata la principale lega amatoriale altoatesina. Nata nel 1993/1994, è la più vecchia tra le leghe ancora in attività. Anche le compagini della CCM-Cup sono rigorosamente amatoriali, ma iscritte alla FISG.
Poiché non verrà disputata la serie C Interregionale per la provincia di Bolzano, la CCM-Cup ha il ruolo di quarta serie (terza dalla stagione 2014-15) "ufficiosa" per l'Alto Adige.

#### Vincitori
- 1994 - WSG Stilfes
- 1995 - WSG Stilfes
- 1996 - HIFI St.Lorenzen
- 1997 - HC Black Tigers
- 1998 - HC Ice Warriors
- 1999 - HC Larsec
- 2000 - HC Larsec
- 2001 - Alex's Pub Kings
- 2002 - Alex's Pub Kings
- 2003 - HC Ice Warriors
- 2004 - HC Ice Warriors
- 2005 - HC Ice Warriors
- 2006 - HC Ice Warriors
- 2007 - HC Wood Heads
- 2008 - HC Woodheads No Limit
- 2009 - HC Gardena Bulls-Queens
- 2010 - HC Spartak Bruneck
- 2011 - HC Spartak Bruneck
- 2012 - HC Malé Val di Sole
- 2013 - HC Gardena Bulls-Queens
- 2014 - HC Gardena Bulls-Queens
- 2015 - SSV Naturns
- 2016 - SSV Naturns
- 2017 - ASV Prad

### Puschtra Hockey Liga

#### Storia
La Hochpustertal Cup (Coppa dell'alta val Pusteria) nasce nel 2002 per iniziativa di tre squadre amatoriali dell'alta Val Pusteria: Geile Söhne Welsberg, White Socks Toblach e The Bulls des SC Gsiesertal. Dal 2005 l'organizzazione è demandata alla neonata squadra dell'AHC Hochpustertal, che la manterrà per tre anni, al termine dei quali verrà scelto un nuovo organizzatore. Da quello stesso anno, al campionato maggiore si è affiancato - in estate - un campionato dedicato ai ragazzi fino a 16 anni.
Nel 2006 la denominazione è cambiata in Puschtra Cup (Coppa della Pusteria, in dialetto sudtirolese), due anni dopo ha preso la denominazione attuale.
Il numero delle compagini partecipanti è variato nel corso degli anni, dalle 4 della prima edizione, fino ad un massimo di 9.

#### Vincitori
- 2003 - Die 11. Apostel aus St. Georgen
- 2004 - Red Devils Welsberg
- 2005 - 12. Apostel St. Georgen
- 2006 - 12. Apostel St. Georgen
- 2007 - Mammuts Toblach
- 2008 - Grizzlies Bruneck
- 2009 - The Bulls des ASC Gsies
- 2010 - Grizzlies Bruneck

## Sospese

### Pro Hockey Free Time Trophy

#### Storia
Il Pro Hockey Free Time Trophy nasce nel 2001/2002, anch'esso sotto il patronato della federazione come Free Time Trophy. Fin dal primo anno riscontra un certo successo, raccogliendo dieci iscrizioni. Ha assunto la denominazione attuale nel 2005/2006.
Il numero delle compagini iscritte è variato da 8 (nel 2007-08) a 12. Per la stagione 2009-2010 è stata sospesa.

#### Vincitori
- 2002 - HC Maiser Drachen
- 2003 - HC Edda Boys
- 2004 - HC Edda Boys
- 2005 - HC Edda Boys
- 2006 - HC Sputniks
- 2007 - HC Sputniks
- 2008 - HC Sputniks
- 2009 - 1. SC Muskelkater

## Scomparse

### Prinoth Cup

#### Storia
È la più "antica" delle leghe amatoriali altoatesine, essendo nata nel 1989, per iniziativa di Walter Bresciani e Stefan Prinoth (che sarà anche sponsor principale della competizione, da cui il nome della stessa). 
Il numero delle compagini partecipanti è variato spesso nel corso della sua storia (da 12 a 20), provenienti da tutto l'Alto Adige. Le squadre dovevano essere composte da giocatori non professionisti, né partecipanti ai campionati regolari della federazione, ma regolarmente tesserati.
Al campionato venne affiancata a partire dal 1995 la Coppa della Banca Popolare dell'Alto Adige, divenuta nel 2003 Sherwood Cup.
Le competizioni sono cessate nel 2003.

#### Vincitori
- Prinoth Cup
  - 1990 - EV Sarnthein
  - 1991 - HC Ringo Boys Bolzano
  - 1992 - HC Maiser Drachen Meran
  - 1993 - AS Old Kest 1827 Merano
  - 1994 - HC Woodheads St. Ulrich
  - 1995 - HC Woodheads St. Ulrich
  - 1996 - HC Woodheads St. Ulrich
  - 1997 - HC Woodheads St. Ulrich
  - 1998 - HC Woodheads St. Ulrich
  - 1999 - HC Woodheads St. Ulrich
  - 2000 - HC Woodheads St. Ulrich
  - 2001 - HC Gardena Bulls-Queens
  - 2002 - HC Gardena Bulls-Queens
  - 2003 - HC Woodheads - No Limits St. Ulrich
- Coppa della Banca Popolare dell'Alto Adige
  - 1995 - Kings '94 Bolzano
  - 1996 - Kings '94 Bolzano
  - 1997 - Team Icewarriors Bolzano
  - 1998 - Team Icewarriors Bolzano
  - 1999 - HC Queens Gardena
  - 2000 - HC Icebrothers Bozen
  - 2001 - Kings '94 Bolzano
  - 2002 - SV Wangen
- Sherwood Cup
  - 2003 - Kings '94 Bolzano

### Wipptal Cup

#### Storia
La minore (per numero di squadre, quattro, ma anche per notorietà) e la più recente delle leghe amatoriali altoatesine è la Wipptal Cup. Fondata con questo nome per la stagione 2004-05, è stata battezzata nella stagione successiva "Alpen Cup", per poi tornare alla denominazione originale. Nel 2007 è stata chiusa.
Le squadre partecipanti erano: Blue Kings, WSV Altherren, EEV Steinach, HC Jodok.

#### Vincitori
- 2005 - WSV Altherren
- 2006 - WSV Altherren
- 2007 - WSV Altherren